# Herbert Neumann
Herbert Neumann (Colonia, 14 novembre 1953) è un allenatore di calcio ed ex calciatore tedesco, di ruolo centrocampista.

## Carriera

### Giocatore

#### Club
Neumann inizia a giocare a calcio nelle giovanili della squadra tedesca del FC Köln, debuttando in prima squadra all'età di diciassette anni e disputando 24 partite. Con la maglia del FC Köln gioca otto stagioni; nell'annata 1977-78 vince sia la Bundesliga che la Coppa di Germania.
Un infortunio al ginocchio destro e le incomprensioni con l'allenatore Weisweiler, porteranno Neumann a giocare in Italia. Ingaggiato dall'Udinese, Neumann esordisce nel campionato italiano a Udine il 14 settembre 1980 contro l'Inter.
L'obiettivo della squadra friulana è di non retrocedere e Neumann e compagni conquisteranno la salvezza all'ultima giornata in seguito a un favorevole piazzamento della squadra friulana nella classifica degli scontri diretti con altre squadre terminate a pari punti. Neumann gioca 25 partite, segnando un'unica rete alla Pistoiese. L'anno successivo ammetterà a Tarcisio Burgnich di aver sbagliato in questa stagione modo di giocare in campo.
Nella stagione 1981-82, Neumann viene ingaggiato dal Bologna dove però non riesce a brillare anche a causa di un infortunio; la stagione si conclude con la prima retrocessione nella storia dei rossoblù. Tornato tra le file del Colonia, totalizza 10 sole partite nella stagione 1982-1983. Si trasferisce quindi nuovamente all'estero, prima in Grecia nell'Olympiakos Pireo, quindi in Svizzera nel Chiasso, dove nel 1989 chiude la carriera agonistica.

#### Nazionale
Dopo alcune presenze nella nazionale Under-21 tedesca occidentale, il commissario tecnico Helmut Schön lo convoca nella nazionale maggiore. Neumann giocherà di fianco a campioni quali Sepp Maier, Berti Vogts, Manfred Kaltz e Karl-Heinz Rummenigge in una partita amichevole contro l'Inghilterra di Kevin Keegan.

### Allenatore
Intraprende quindi la carriera di allenatore, senza mai allenare in patria.

## Statistiche

### Cronologia presenze e reti in nazionale
| Cronologia completa delle presenze e delle reti in nazionale ― Germania Ovest | Cronologia completa delle presenze e delle reti in nazionale ― Germania Ovest | Cronologia completa delle presenze e delle reti in nazionale ― Germania Ovest | Cronologia completa delle presenze e delle reti in nazionale ― Germania Ovest | Cronologia completa delle presenze e delle reti in nazionale ― Germania Ovest | Cronologia completa delle presenze e delle reti in nazionale ― Germania Ovest | Cronologia completa delle presenze e delle reti in nazionale ― Germania Ovest | Cronologia completa delle presenze e delle reti in nazionale ― Germania Ovest |
| Data                                                                          | Città                                                                         | In casa                                                                       | Risultato                                                                     | Ospiti                                                                        | Competizione                                                                  | Reti                                                                          | Note                                                                          |
| ----------------------------------------------------------------------------- | ----------------------------------------------------------------------------- | ----------------------------------------------------------------------------- | ----------------------------------------------------------------------------- | ----------------------------------------------------------------------------- | ----------------------------------------------------------------------------- | ----------------------------------------------------------------------------- | ----------------------------------------------------------------------------- |
| 22-2-1978                                                                     | Monaco di Baviera                                                             | Germania Ovest                                                                | 2 – 1                                                                         | Inghilterra                                                                   | Amichevole                                                                    | -                                                                             | 72’                                                                           |
| Totale                                                                        |                                                                               | Presenze                                                                      | 1                                                                             |                                                                               | Reti                                                                          | 0                                                                             |                                                                               |

## Palmarès

### Giocatore

#### Club
- Coppa di Germania: 3

Colonia: 1976-1977, 1977-1978, 1982-1983
- Campionato tedesco: 1

Colonia: 1977-1978